# Präsidentschaftswahl in Ägypten 2005
Die Präsidentschaftswahl in Ägypten 2005, abgehalten am 7. September 2005, war die erste Präsidentschaftswahl der ägyptischen Geschichte, in der mehrere verschiedene Kandidaten gegeneinander antraten.
Der amtierende Präsident Hosni Mubarak gewann dabei eine fünfte aufeinanderfolgende Amtszeit, wobei er gemäß offiziellen Ergebnissen 88,6 % der Stimmen erhielt. Mubaraks Gegenkandidat, Ayman Nour von der al-Ghad-Partei, erhielt etwa 7,3 %, während Numan Gumaa von der Neuen Wafd-Partei 2,8 % der Wählerstimmen erhielt. Vorangehende Wählerumfragen zeigten Schätzungen, dass Nour über 30 % der Stimmen erhalten könnte. Kritik am Wahlprozess konzentrierte sich auf den Prozess über die Auswahl der wählbaren Kandidaten und auf angebliche Wahlrechtsverstöße während des Wahlablaufes. Den Kritikern zufolge waren die Wahlen, zu denen keine offiziellen internationalen Beobachter zugelassen waren, von schweren Unregelmäßigkeiten begleitet. Mubarak wurde für seine neue Amtszeit am 27. September vereidigt.

## Kandidaten
Die Präsidentschaftswahl war die erste Mehr-Kandidaten-Wahl in der Geschichte der Präsidentschaft Hosni Mubaraks. Nachdem Mubarak am 28. Juli 2005 allerdings seine erneute Kandidatur bekannt gegeben hatte, protestierten am 30. und 31. Juli in der Kairoer Innenstadt Hunderte Oppositionsanhänger gegen dessen Politik, begleitet vom gewaltsamen Vorgehen der Sicherheitskräfte gegen die Demonstranten; rund 20 Personen wurden festgenommen.
Insgesamt konnten zehn Parteien an der Wahl teilnehmen; die führenden Kandidaten waren:
- Hosni Mubarak von der Nationaldemokratischen Partei
- Numan Gumaa von der Neuen Wafd-Partei
- Ayman Nour von der al-Ghad-Partei

Weiterhin traten an:
- Wahid al-Uqsuri von der Ägyptisch-Arabischen Sozialistischen Partei (ausgeschlossen am 3. September)
- Osama Schaltut von der Solidaritätspartei
- Ibrahim Turk von der Demokratischen Unionspartei
- Ahmad al-Sabahi von der Umma-Partei
- Rifaat al-Agrudi von der Nationalen Versöhnungspartei
- Fawzi Ghaza von der Partei Ägypten 2000
- Mamduh Qinawi von der Konstitutionellen Partei

## Wahlrecht
Erstmals in der Geschichte des Landes waren nach einer Verfassungsreform mehrere Bewerber für das Präsidentenamt zugelassen. Was Präsident Mubarak als Meilenstein in dem unter dem Druck der USA eingeleiteten Reform- und Demokratisierungsprozess bezeichnet hatte, war von der Opposition scharf kritisiert worden, da die Novelle der herrschenden NDP Mubaraks faktisch eine Monopolstellung einräumte.
Bis zu den Präsidentschaftswahlen 2005 konnten die Ägypter lediglich einen Kandidaten, der durch das Parlament Ägyptens nominiert wurde, annehmen oder ablehnen. Da das Parlament allerdings von der Nationaldemokratischen Partei dominiert wurde, konnte Mubarak durch solch eine Volksabstimmung viermal in seiner 24-jährigen Amtszeit wiedergewählt werden. Die Wahlbeteiligung war daher in der Regel sehr gering (etwa 10 %).

## Ablauf
Die Wahlkampagne für den Wahlkampf begann am 17. August 2005 und hielt nur kurz bis zum 4. September desselben Jahres an. Gleichzeitig deutete sich im Wahlkampf ein Paradigmenwechsel an: Nach einem Vierteljahrhundert der Herrschaft Mubaraks stellte ein nicht unerheblicher Teil der Bevölkerung offen seine Politik der harten Hand und seine stets mit militärischen, nie mit argumentativ-politischen Mitteln geführte Auseinandersetzung mit dem Islamismus in Frage. Am 18. Juli 2005 rief ein breites Oppositionsbündnis aus so unterschiedlichen Fraktionen wie der Muslimbrüder, der Neuen Wafd-Partei und der Bewegung Kifaya (Genug) zum Boykott der Wahlen auf. Prominente potenzielle Kandidaten wie die Frauenrechtlerin Nawal Saadawi und der Menschenrechtsaktivist Saadeddin Ibrahim zogen ihre Bewerbung für die Präsidentschaftswahl zurück. Der Kandidat der erst im November 2004 gegründeten liberalen al-Ghad-Partei, Aiman Nur, trat jedoch bei der Wahl an. Gegen ihn war Ende Juni ein Prozess wegen angeblicher Fälschung von Wahlunterlagen eröffnet worden.
9865 Wahlstationen waren bis 22:00 Uhr am Mittwoch, den 7. September 2005, offen, sodass die Wähler bis dahin ihre Stimmzettel abgeben konnten.

## Ergebnis
Einen Tag nach der Wahl am 7. September, am 8. September 2005, zeigten die vorläufigen Wahlergebnisse, dass Amtsinhaber Hosni Mubarak mehr als 70 % und Ayman Nour 12 % der Stimmen gewannen. Noman Gumaa erhielt dagegen 5–7 %.
Bei der Wahl wurde Mubarak mit 88,6 % der Stimmen im Amt bestätigt. Sein schärfster Konkurrent unter den insgesamt neun Gegenkandidaten, Aiman Nour, kam lediglich auf 7,6 %. Die Wahlbeteiligung wurde mit 23 % angegeben:
| Kandidat, Partei                | Kandidat, Partei                                                             | Stimmen   | Anteil |
| ------------------------------- | ---------------------------------------------------------------------------- | --------- | ------ |
|                                 | Hosni Mubarak, Nationaldemokratische Partei (Al-Hizb Al-Watani Al-Dimuqrati) | 6.316.714 | 88,6 % |
|                                 | Ayman Nour, al-Ghad-Partei (Hizb al-Ghad)                                    | 540.405   | 7,3 %  |
|                                 | Numan Gomaa, Neue Wafd-Partei (Hizb al-Wafd al-Jadid)                        | 201.891   | 2,8 %  |
| Gesamt (Wahlbeteiligung 22,9 %) | Gesamt (Wahlbeteiligung 22,9 %)                                              | 7.059.010 | 100 %  |